# (21707) Johnmoore
(21707) Johnmoore (1999 RY88) – planetoida z pasa głównego asteroid okrążająca Słońce w ciągu 3,5 lat w średniej odległości 2,31 j.a. Odkryta 7 września 1999 roku.